# Sofia de Lituània
Sofia de Lituània (1371 - 1453) va ser l'única filla de Vitautas el Gran del Gran Ducat de Lituània i la seva primera dona, Anna de Lituània. El 21 de gener de 1391, mentre el seu pare estava lluitant a la Guerra Civil Lituana, es va casar amb Basili I de Rússia. Després de la mort d'aquest el 1425 es va encarregar del govern com a regent en nom del seu fill de deu anys Basili II. El seu pare va recolzar l'ascens de Basili al tron, que li era disputat pel seu oncle Yuri de Zvenigorod.

## Descendència
Ella i Basili van tenir almenys nou fills: 
- Anna de Moscou (1393 - agost de 1417), esposa de Joan VIII Paleòleg
- Yuri Vasilievich (30 de març de 1395 - 30 de novembre de 1400)
- Ivan Vasilievich (15 de gener de 1396 - 20 de juliol de 1417), marit d'una filla d'Ivan Vladímirovich de Pronsk
- Anastasia Vasilievna (morta el 1470), esposa de Vladímir Aleksandr, príncep de Kíev, fill de Vladímir, príncep de Kíev. Els seus avis paterns eren Algirdas i Maria de Vítebsk.
- Danil Vasilievich (6 de desembre de 1400 - maig de 1402).
- Vasilisa Vasilievna, esposa d'Aleksandr Ivánovich "Brujaty", príncep de Súzdal, i Aleksandr Danílovich "Vzmetenj", príncep de Suzdal
- Simeó Vasilievich (13 de gener - 7 d'abril de 1405)
- Maria Vasilievna, esposa de Yuti Patrikiévich, fill de Patrikej, príncep de Starodub, i de la seva esposa Helena.
- Basili II de Moscou (10 de març de 1415 - 27 de març de 1462)